# 202 v. Chr.
Portal Geschichte | Portal Biografien | Aktuelle Ereignisse | Jahreskalender | Tagesartikel

◄ |
4. Jahrhundert v. Chr. |
3. Jahrhundert v. Chr. |
2. Jahrhundert v. Chr. |
►

◄ | 220er v. Chr. | 210er v. Chr. | 200er v. Chr. | 190er v. Chr. |
180er v. Chr. |
►

◄◄ | ◄ | 205 v. Chr. | 204 v. Chr. | 203 v. Chr. | 202 v. Chr. |
201 v. Chr. |
200 v. Chr. |
199 v. Chr. |
► |
►►
Staatsoberhäupter

## Ereignisse

### Zweiter Punischer Krieg

Verlauf des Zweiten Punischen Krieges 218–202 v. Chr.

Der Schlachtverlauf der Schlacht von Zama

- Sieg des römischen Heeres unter Publius Cornelius Scipio über das karthagische Heer unter Hannibal bei Zama. Karthago tritt die Iberische Halbinsel an die Römer ab.
- Gaius Laelius und Massinissa besiegen den westnumidischen König Syphax.

### Kleinasien
- Der Fünfte Syrische Krieg zwischen Ägypten und dem Seleukidenreich beginnt.
- Philipp V. von Makedonien überlässt Prusias I. von Bithynien die von ihm eroberten Häfen Kieros und Myrleia, die in Prusias ad Hypium und Apameia in Bithynien umbenannt werden.

### Kaiserreich China
- Begründung der Han-Dynastie durch Kaiser Liu Bang (Untergang 220 n. Chr.)

## Geboren
- Han Wendi, chinesischer Kaiser († 157 v. Chr.)

## Gestorben
- Titus Manlius Torquatus, römischer Konsul
- Xiang Yu, chinesischer General und Herrscher (* 232 v. Chr.)